# Provincia di Carbonia-Iglesias
La provincia di Carbonia-Iglesias (provìncia o provìntzia de Carbònia-Igrèsias in sardo; pruvincia de Carbònia-Igréxi in tabarchino) è stata una provincia italiana della Sardegna, avente come capoluoghi le città di Carbonia e Iglesias. Istituita nel 2001 e attiva tra il 2005 e il 2016, comprendeva 23 comuni dei territori del Sulcis e dell'Iglesiente, comprese le isole di Sant'Antioco e San Pietro (oltre ad altre minori), poi passati alla provincia del Sud Sardegna sino all'istituzione di una nuova provincia del Sulcis Iglesiente nel 2021.
Fu una delle 6 province italiane con capoluogo condiviso tra 2 o più città.

## Geografia fisica

### Territorio

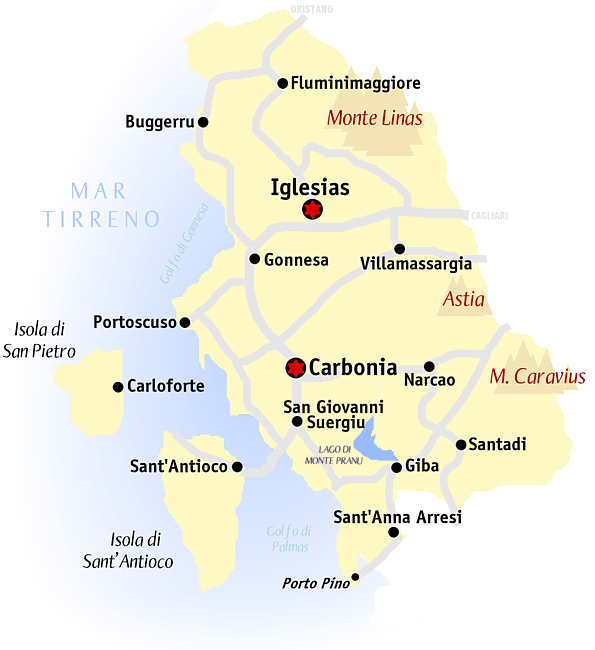
Il territorio provinciale

La provincia era situata nell'estrema parte sud-occidentale della Sardegna, comprendendo buona parte del territorio del Sulcis-Iglesiente. Territorialmente si estendeva per 1.494 km² (il 6,2% del territorio sardo), ed era la meno estesa delle province sarde sue contemporanee. La parte settentrionale del territorio provinciale, confinante all'epoca con la provincia del Medio Campidano a nord e con quella di Cagliari a est, era costituita dalla subregione dell'Iglesiente, mentre a sud della valle del Cixerri era presente quella del Sulcis, confinante a sud e a est con la provincia di Cagliari. A ovest il confine naturale della provincia era dato dal litorale che va dalle coste di Fluminimaggiore e Buggerru sino alla parte nord del arenile di Porto Pino, compresa nel comune di Sant'Anna Arresi: per tutta la sua estensione questa parte di costa, bagnata dal mare di Sardegna, alterna spiagge e calette a costoni rocciosi, in buona parte di origine vulcanica.
Il territorio provinciale comprendeva anche alcune isole minori della Sardegna, di cui due popolate: l'isola di San Pietro e l'isola di Sant'Antioco (legata al territorio da un istmo artificiale e quarta per estensione in Italia). Una terza isola, l'isola Piana, è invece una proprietà privata e ospita un residence turistico. Queste isole e altre minori (prive di insediamenti umani) formano l'arcipelago del Sulcis.

### Orografia
Dal punto di vista altimetrico il territorio provinciale comprendeva due principali aree montuose: la prima è il massiccio del monte Linas i cui rilievi più elevati all'interno del territorio dell'ente raggiungono quota 1000 m s.l.m., arrivando sino a quota 1094 m sulla cima del monte Lisone. Nell'area sud-orientale della provincia era ricompresa invece la catena dei monti del Sulcis: tra queste vette è da citare il monte Is Caravius, che coi suoi 1.116 metri di altitudine costituiva la cima più alta della provincia.
Tra i due sistemi montuosi si presenta una vasta pianura attraversata dal rio Cixerri e da altri corsi d'acqua minori.

### Idrografia

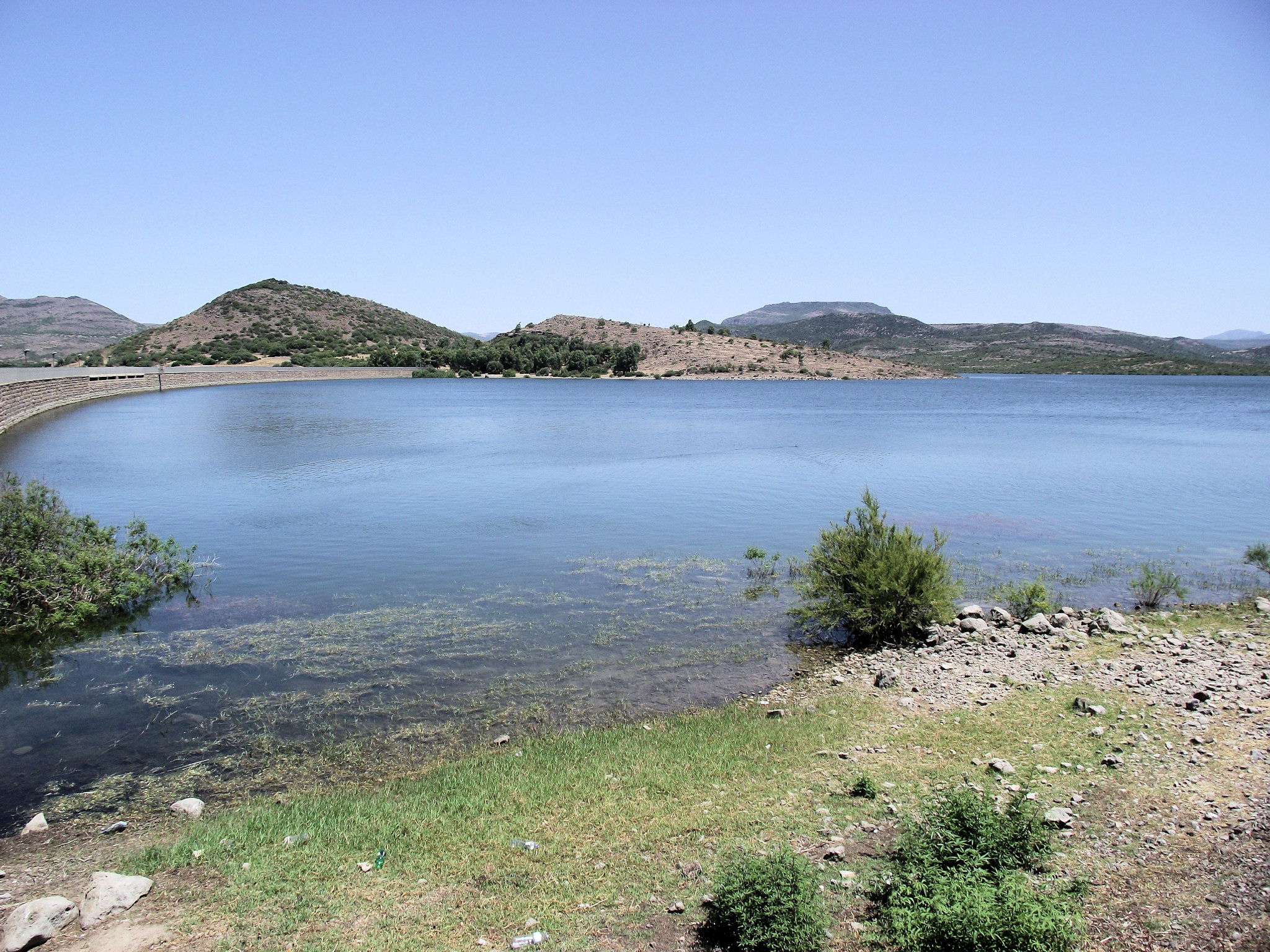
Il lago artificiale di Monte Pranu, tra Tratalias e Villaperuccio, formatosi in seguito alla costruzione di una diga sul rio Palmas nel secondo dopoguerra.

Vari sono i corsi d'acqua che scorrono nel territorio, sebbene di modesta entità: tra di essi il principale è il Cixerri, che nasce nei monti tra Iglesias e Carbonia per poi proseguire verso est e andare a sfociare, dopo 40 km, nello stagno di Cagliari. Gli altri corsi d'acqua sono a carattere per lo più torrentizio e di lunghezza modesta: tra questi da citare il rio Palmas, le cui acque alimentano nei pressi di Tratalias il lago di Monte Pranu, il maggiore degli invasi, tutti artificiali, che erano compresi nel territorio provinciale. Un altro bacino di questo tipo si trova a nord di Iglesias: si tratta del lago Corsi (o di punta Gennarta), inoltre anche una parte del lago di Bau Pressiu, sino al 2016 situato al confine con la provincia di Cagliari, ricadeva nel territorio della provincia, nel comune di Nuxis.
Tra San Giovanni Suergiu e Sant'Antioco si trova inoltre lo stagno di Santa Caterina, a est dell'istmo che collega l'isola di Sant'Antioco con la Sardegna. Altri specchi d'acqua di questo tipo sono lo stagno di Porto Botte, lo stagno di Porto Pino, lo stagno della Vivagna e le saline di Carloforte.

### Clima
Nel territorio della ex provincia il clima è di tipo mediterraneo, con estati calde e aride e inverni piovosi, che si fa più fresco nelle zone montuose, dove non mancano le precipitazioni nevose durante il periodo invernale.
Dal punto di vista dei venti la zona è esposta in particolar modo al maestrale.

## Storia

### Storia amministrativa
Le prime origini di una moderna suddivisione amministrativa intermedia del sud-ovest sardo risalgono al regio editto del 4 maggio 1807, con il quale la Sardegna era stata divisa in quindici prefetture, tra cui quella di Iglesias, comprendente la sub-regione storico-geografica del Sulcis-Iglesiente. Nel 1807 con tale regio editto furono istituite le regie prefetture e il territorio del Sardegna venne suddiviso in 15 province, otto nel Capo di Cagliari (tra cui quella di Iglesias) e sette in quello di Sassari. Nel 1821 Carlo Alberto ridusse il numero delle province a dieci e la provincia di Iglesias comprendeva anche il territorio della soppressa prefettura di Villacidro ma restava soggetta al Tribunale di Prefettura di Cagliari.
Profonde trasformazioni così furono sancite dal regio editto del 19 luglio 1825, sulla base del quale, furono portate a 10 le circoscrizioni prefettizie. Nel 1838, con regio editto del 27 luglio, furono disciplinate definitivamente le Regie Prefetture con l'istituzione di 6 tribunali da cui dipendevano 85 mandamenti presieduti da giudici ordinari. Dal Tribunale di prefettura di Cagliari dipendevano 21 mandamenti, tra cui quelli di Iglesias, Carloforte, Sant'Antioco e Villamassargia.
La provincia di Iglesias, già soggetta alla vice-intendenza di Cagliari, venne confermata anche con la riforma operata dopo la "fusione perfetta" della Sardegna al Piemonte, con la Legge n. 807 del 12 agosto 1848 in base alla quale (unitamente alle province di Cagliari, Isili e Lanusei) rientrava nella "divisione" di Cagliari. In questo modo, durante il Regno di Sardegna, con D.L. 12 agosto 1848 n. 245, la Sardegna fu ripartita in 3 divisioni (Cagliari, Nuoro e Sassari) guidate da un governatore; in 11 province (tra cui Iglesias) guidate da un vice-governatore; in 84 mandamenti (sedi di pretura e di collegi elettorali) e 363 comuni.
Sempre durante il regno sardo-piemontese e con l'unità d'Italia, tramite il successivo R.D. 23 ottobre 1859 n. 3702, il cosiddetto decreto Rattazzi o legge Rattazzi, la Sardegna fu suddivisa in due province (Cagliari e Sassari), che divennero sede prima di governatorato e poi di prefettura; in 9 circondari (tra cui quello Iglesiente), che furono sede prima di vice-governatorato e poi di sotto-prefettura; in 91 mandamenti e 371 comuni. Ogni provincia era guidata da un governatore (poi rinominato con il regio decreto n. 250 del 1860, prefetto), nominato dal re, coadiuvato da un vice-governatore, diretti dipendenti del ministro dell'Interno, con un consiglio provinciale eletto dal governo, che fungeva da giudice amministrativo. In questo periodo il circondario di Iglesias (sede di sottoprefettura), compreso nella provincia di Cagliari, si mantenne fino al 1927 quando furono eliminati tutti i circondari in Italia (così stabilì il regio decreto n. 1 del 2 gennaio 1927).
Nel 2001, la Regione Autonoma della Sardegna istituì la provincia di Carbonia-Iglesias che è divenuta operativa nel maggio del 2005 staccandosi da quella di Cagliari. Primo presidente eletto il carboniense Pierfranco Gaviano, a cui succederà cinque anni più tardi il concittadino Salvatore Cherchi.
Coi referendum del 2012 la maggioranza dei votanti ha sostenuto la soppressione, per effetto di quattro referendum abrogativi, delle quattro province istituite nel 2001 (tra cui quella di Carbonia-Iglesias), oltre all'abolizione (con referendum consultivo) delle altre quattro province preesistenti. In seguito al progetto di abolizione o riforma delle province in Sardegna approvato dal Consiglio Regionale il 24 maggio 2012, aveva avvio l'iter di dismissione dell'ente, che con la legge regionale 15 del 28 giugno 2013 veniva commissariato a partire dal 1º luglio 2013. Con l'approvazione della legge regionale 2 del 4 febbraio 2016 veniva ufficialmente stabilita la fine dell'ente, concretizzatasi il 20 aprile successivo col passaggio del territorio amministrato dall'ente alla provincia del Sud Sardegna.

### Simboli
Lo stemma e il gonfalone della Provincia furono approvati dal consiglio provinciale il 30 settembre 2011. Lo stemma è suddiviso in due campi: quello sinistro rappresenta una statua della dea madre, tra i più antichi reperti rinvenuti nel territorio (nello specifico a Santadi) e risalente al neolitico. La forma stilizzata della grande madre si collega alle antiche civiltà della Sardegna sud-occidentale, e rappresenta le prime attività produttive dell'uomo in quel territorio e le sue risorse anche del sottosuolo, ma, nello stesso tempo, simboleggia il ruolo della donna nella società moderna. La statua è rappresentata sullo stemma in color oro su sfondo blu, che si ricollega a sa mantiglia, il fazzoletto copricapo femminile, indossato, con il costume tradizionale, dalle donne del Sulcis-Iglesiente. Sul campo destro invece sono presenti i quattro mori, richiamo alla bandiera sarda, simbolo di autonomia e indicante anche sardità, sentimento di orgogliosa appartenenza alla Sardegna e alla cultura sarda. Il gonfalone provinciale presentava lo stemma su campo rosso bordato d'oro e la scritta "Sulcis Iglesiente" in alto, sempre con caratteri dorati. Sino al momento dell'adozione dello stemma, come simbolo dell'ente veniva utilizzata la sola corona per il titolo di provincia.

## Monumenti e luoghi d'interesse

### Aree naturali

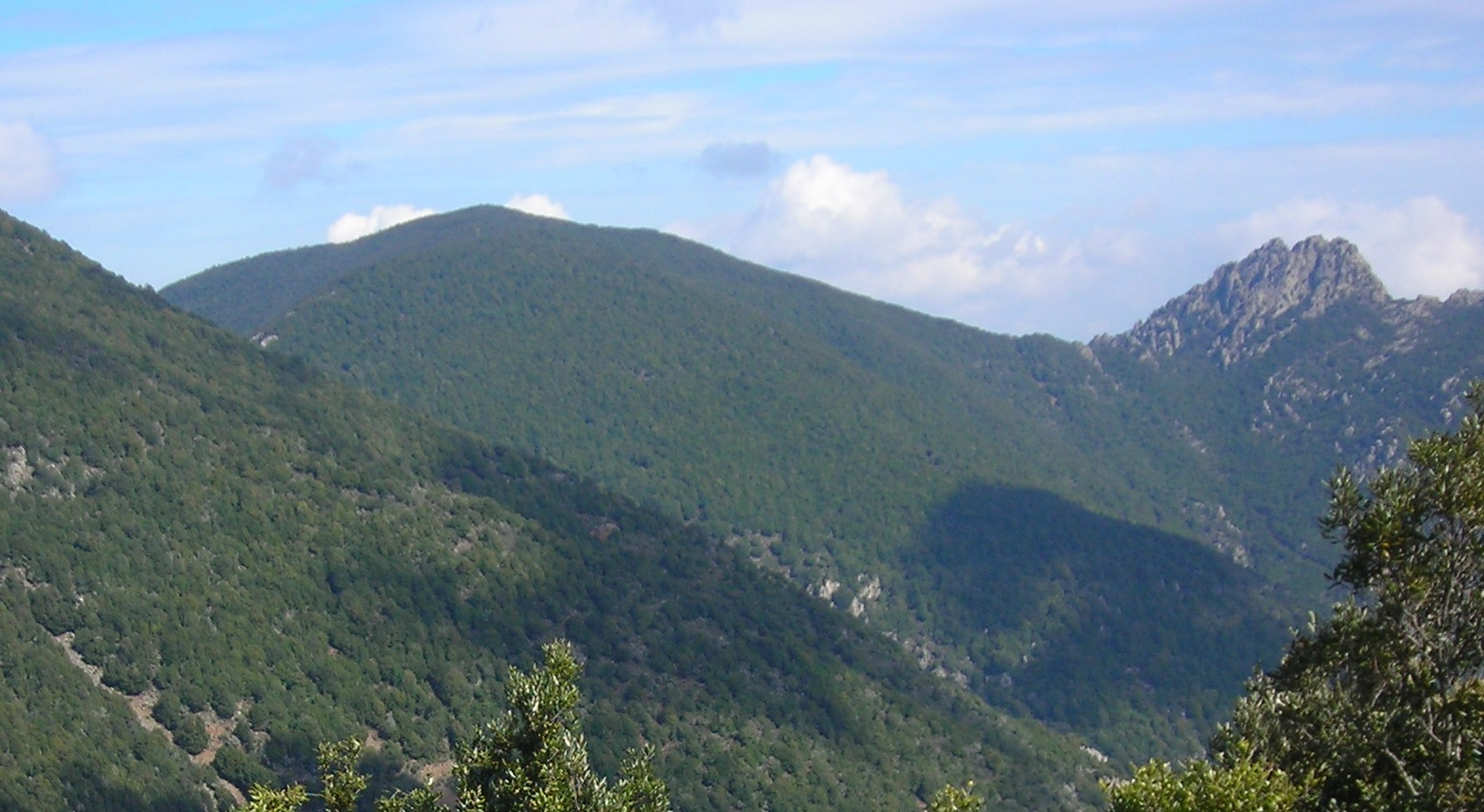
La cima del monte Is Caravius, la più alta vetta della provincia

La provincia, oltre che possedere le coste rocciose sulla fascia occidentale, era dotata anche di un entroterra di grande interesse paesaggistico. Queste aree interne della provincia sono infatti rimaste intatte per la loro fauna e flora ricca e rigogliosa. L'ambiente dunque incontaminato e selvaggio ha dato la riconoscenza di alcune aree di "zona tutelata". Nel territorio provinciale ricadeva infatti parte del Parco del Sulcis, in parte proprietà dell'Ente foreste della Sardegna, che occupa grandi aree di aspro paesaggio quasi del tutto spopolate.
Altre sono poi le aree di rilevante interesse turistico ed escursionistico, e con un'alta qualità naturalistica e paesaggistica, ma non riconosciute come aree protette:
- Monte Linas, un vasto sistema montuoso nel confine nord-orientale della provincia che tocca la sua massima altezza con la punta Perda de sa Mesa (1236 m) (situata però all'epoca in cui la provincia fu attiva però nel territorio della provincia del Medio Campidano), la vetta più alta della Sardegna meridionale. Il turismo della zona comprende soprattutto escursioni naturalistiche e soste in agriturismo.
- Monte Is Caravius, che tocca un'altezza di circa 1116 m, è una cima di rilevanza ed era posta a ridosso del vecchio confine con la provincia di Cagliari. Nascono sulle sue cime vari corsi d'acqua a carattere torrentizio della provincia e dell'intera Sardegna meridionale.

## Società

### Evoluzione demografica
La tabella seguente riporta l'evoluzione del numero dei residenti nella provincia dal 2005, anno di attivazione dell'ente, fino al 2012:
| Anno | Residenti |
| ---- | --------- |
| 2005 | 131.417   |
| 2006 | 131.074   |
| 2007 | 130.856   |
| 2008 | 130.555   |
| 2009 | 130.186   |
| 2010 | 129.840   |
| 2011 | 128.402   |
| 2012 | 127.958   |

### Qualità della vita
Dal 2009 l'annuale indagine de Il Sole 24 Ore sulla qualità della vita nelle province italiane ha interessato anche la Provincia di Carbonia-Iglesias: Nei primi due anni si è classificata al 76º posto, scivolando al 90º nel 2011 e risalendo all'85º nel 2012
| Anno | Qualità della vita (Sole 24 Ore) |
| ---- | -------------------------------- |
| 2009 | 76º                              |
| 2010 | 76°(=)                           |
| 2011 | 90°(-14)                         |
| 2012 | 85°(+5)                          |

## Economia

### Le risorse minerarie

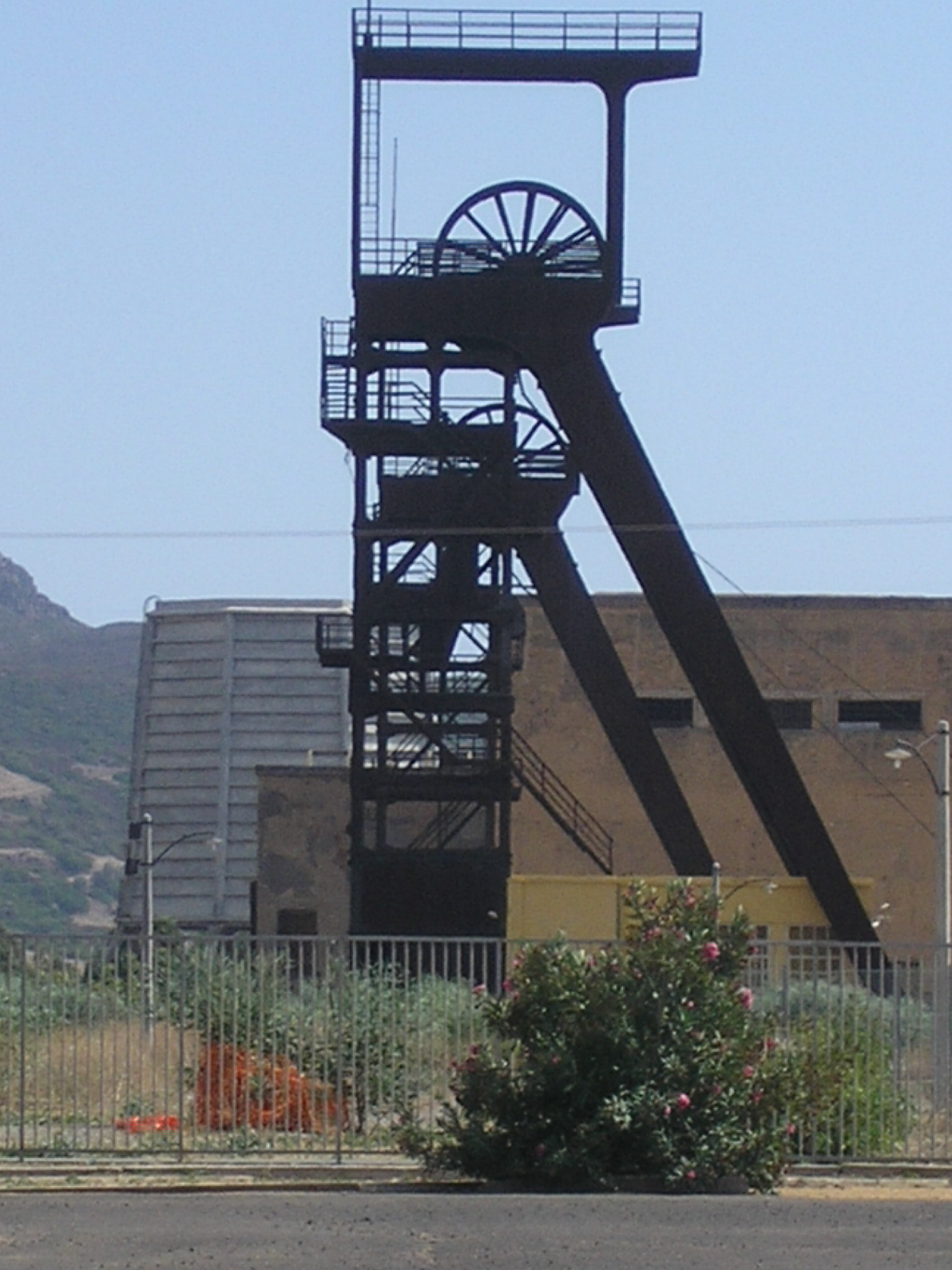
Le due torri degli ascensori della miniera di Serbariu, che conducevano rispettivamente nel pozzo 1 e 2, simbolo della città di Carbonia

La Sardegna presenta uno dei più ricchi sottosuoli per estrazioni minerarie d'Italia. Fin dall'Ottocento è stata predominante l'estrazione del carbone. La stessa città di Carbonia, come suggerisce il toponimo, nasce come centro di alloggi per i minatori.
Tra le più grandi miniere vi era quella di Serbariu, una delle principali per importanza di estrazione, ed è simbolo del popolamento della città di Carbonia. In pochi decenni miniere e centri di lavorazione sorsero quasi ovunque e la provincia divenne un polo minerario e per l'industria pesante. Il sito di Serbariu, insieme ad altre miniere, fu chiuso ufficialmente nel 1971 e gli impianti andarono incontro a un rapido deterioramento e furono oggetto di spoliazioni. Solo nel 2006 il sito minerario è stato recuperato e riconvertito in Museo del carbone.

## Infrastrutture e trasporti

### Strade

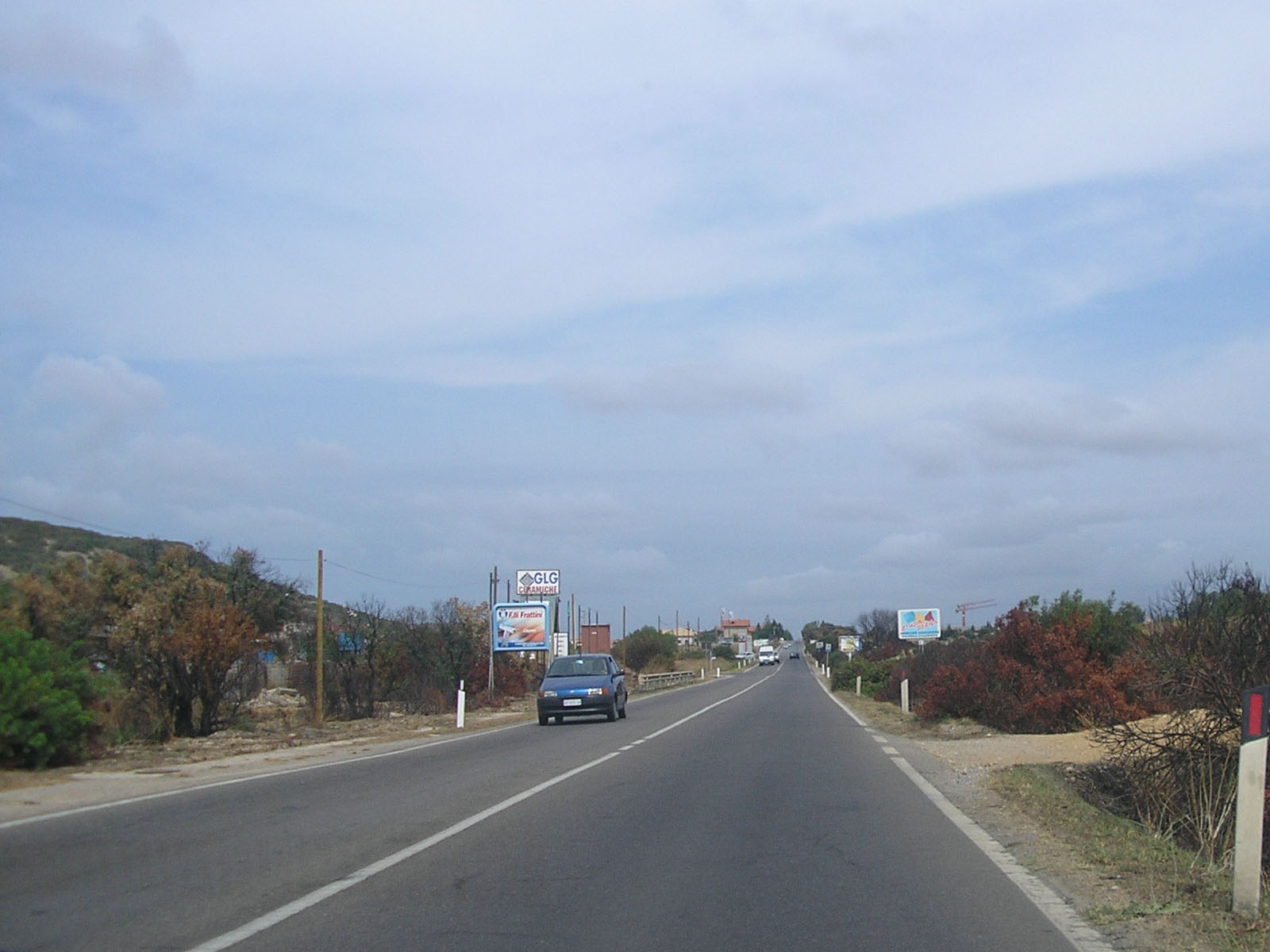
La S.S. 126 attraversa longitudinalmente parte del territorio provinciale

La provincia come l'intera Sardegna era completamente sprovvista di autostrade, le comunicazioni e i trasporti su gomma sono garantiti in buona parte dalle strade statali. Le principali vie di comunicazione comprese nell'ex territorio provinciale sono:
- La  S.S. 126, che collega da sud a nord la provincia. La strada ha origine nei pressi del porto di Sant'Antioco sull'omonima isola: da qui la statale attraversa il territorio sulcitano prima e Iglesiente poi, passando per Carbonia, Gonnesa, Iglesias e Fluminimaggiore, proseguendo poi sino a terminare sulla S.S. 131 nei pressi di Marrubiu.
- La  S.S. 126 dir, che permette i collegamenti interni nell'isola di Sant'Antioco, collegando il centro di Sant'Antioco con l'altro comune dell'isola, Calasetta.
- La  S.S. 130, che è la principale via di comunicazione diretta del territorio verso il capoluogo di regione Cagliari. Dotata di due corsie per senso di marcia, ha origine da Iglesias, da dove prosegue nelle campagne alla periferia di Domusnovas e Musei, per poi terminare, dopo aver lambito vari centri della provincia di Cagliari, nel viale Elmas del capoluogo isolano.
- La  S.S. 195, che collega alcuni comuni della parte meridionale della provincia: la strada ha origine a San Giovanni Suergiu (diramandosi dalla S.S 126), da cui poi prosegue per Giba, Masainas e Sant'Anna Arresi. Oltrepassato il vecchio confine provinciale la strada segue la costa sud occidentale terminando alla periferia di Cagliari.
- La  S.S. 293, che da Giba (dove ha origine e si dirama dalla S.S 195) raggiunge Piscinas, Villaperuccio e Nuxis, terminando poi allo svincolo tra la S.S 131 e la S.S 197 nei pressi di Samassi.

Tra le strade non statali da segnalare la Strada Provinciale 2 (detta Pedemontana), che collega Portoscuso Carbonia e Villamassargia (tra questi due comuni la strada ha una carreggiata a 4 corsie) con l'hinterland cagliaritano, e le SP 78 e 85, che collegano alcuni comuni del Basso Sulcis con i due ex capoluoghi di provincia.

### Ferrovie

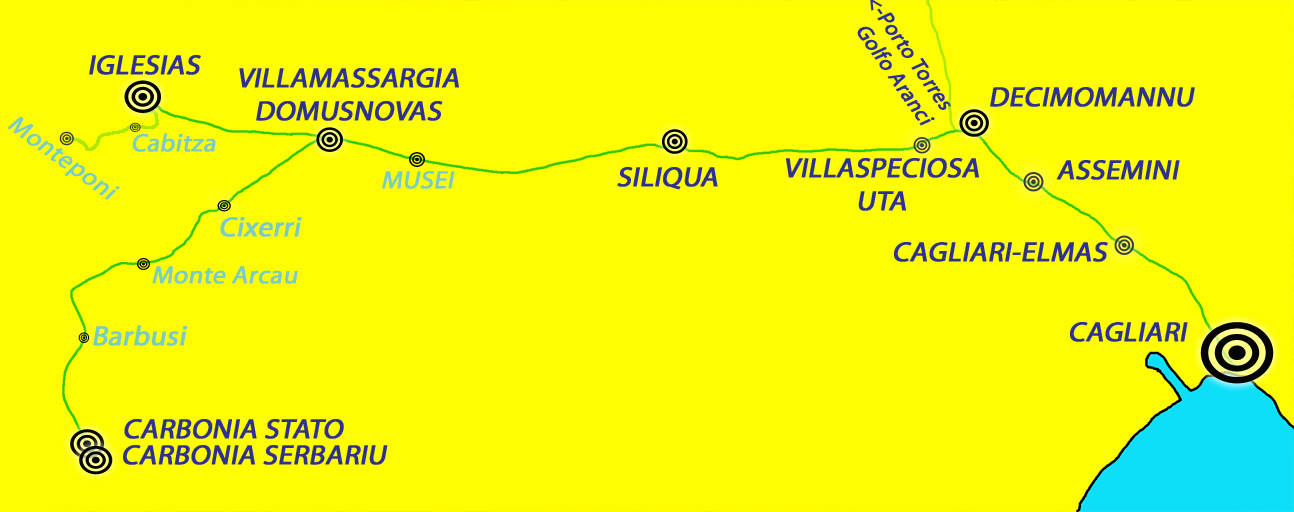
La dorsale del Sulcis-Iglesiente delle FS, rappresentante l'unica rete ferroviaria ancora attiva nel territorio provinciale

Al momento della dismissione della provincia erano attive nel territorio gestito dall'ente due linee ferroviarie del gruppo FS, colleganti gli allora capoluoghi provinciali con Cagliari e altre destinazioni intermedie:

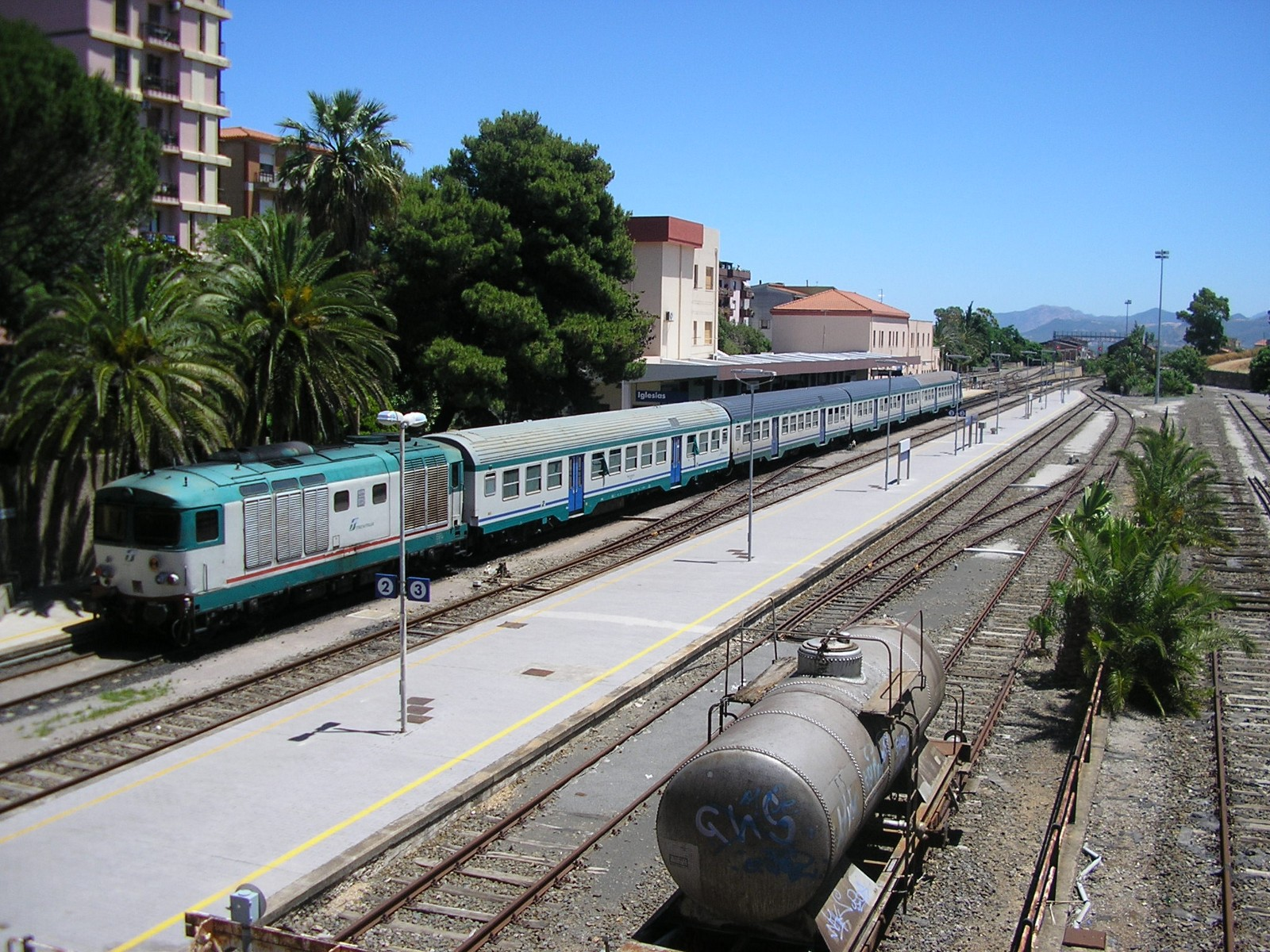
Convoglio di Trenitalia in sosta nella stazione FS di Iglesias

- Decimomannu-Iglesias, collegante Iglesias e Villamassargia con Siliqua, Villaspeciosa, Uta e Decimomannu, nella cui stazione la linea si innesta sulla Dorsale Sarda per Cagliari.
- Villamassargia-Carbonia, collegante Carbonia con Villamassargia e con la linea per Iglesias e Decimomannu.

Tre le stazioni attive per il servizio passeggeri nella provincia al momento della sua dismissione, si tratta di quelle terminali di Carbonia Serbariu e di Iglesias e di quella di diramazione di Villamassargia-Domusnovas. L'originaria stazione carboniense delle FS di Carbonia Stato, era invece attiva per altre finalità di servizio.

### Porti

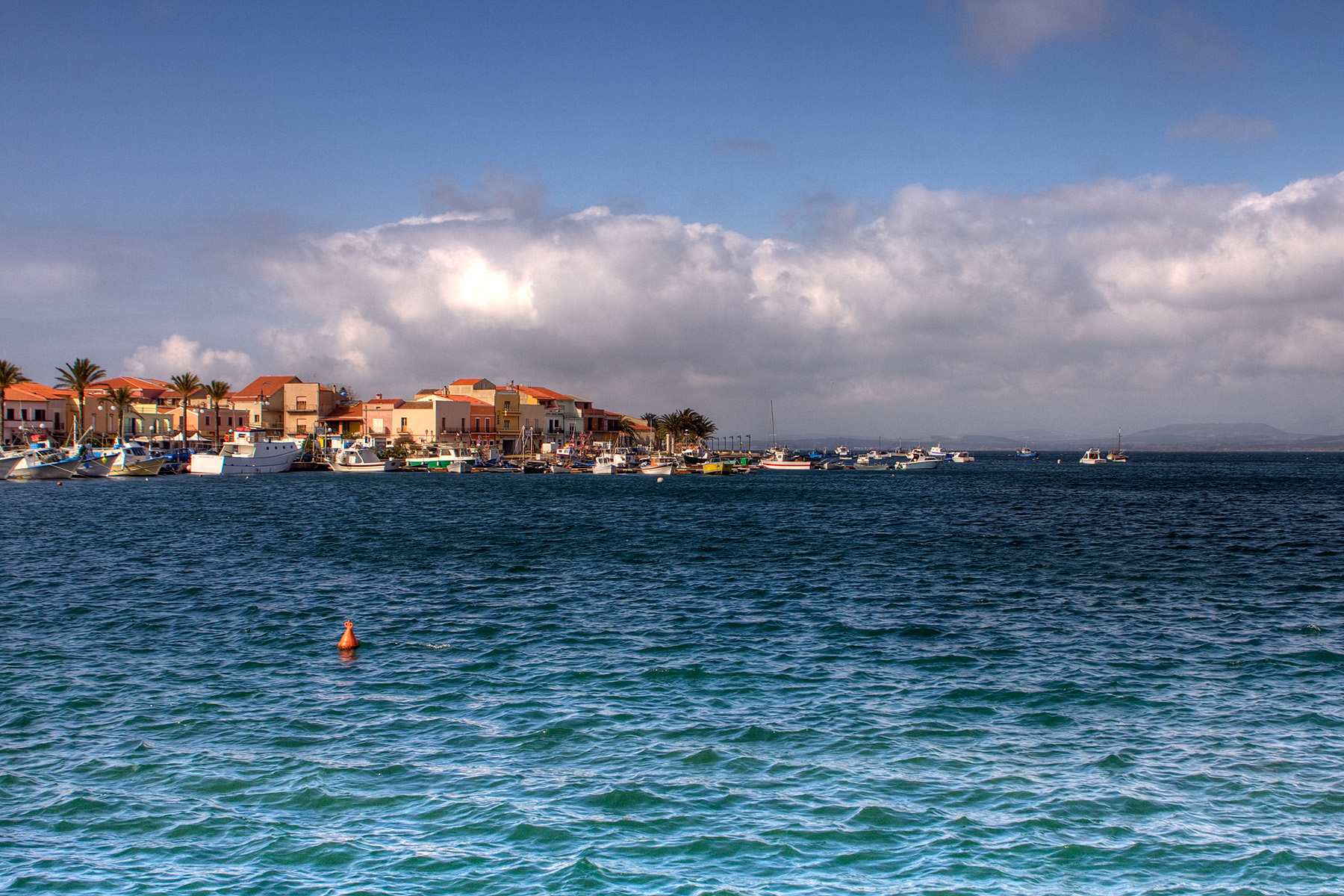
Il porto turistico/peschereccio di Sant'Antioco

Nella provincia di Carbonia-Iglesias i principali scali portuali erano quelli di Calasetta, Carloforte, Portovesme (comune di Portoscuso) e Sant'Antioco. I primi tre ospitano gli approdi delle due linee di traghetti che collegano l'isola di San Pietro col resto della Sardegna (va ricordato che l'isola di Sant'Antioco è collegata da un istmo artificiale e da un ponte all'isola madre); i porti di Portovesme e Sant'Antioco sono attrezzati per il traffico merci industriale, legato in gran parte all'attività delle fabbriche del territorio.

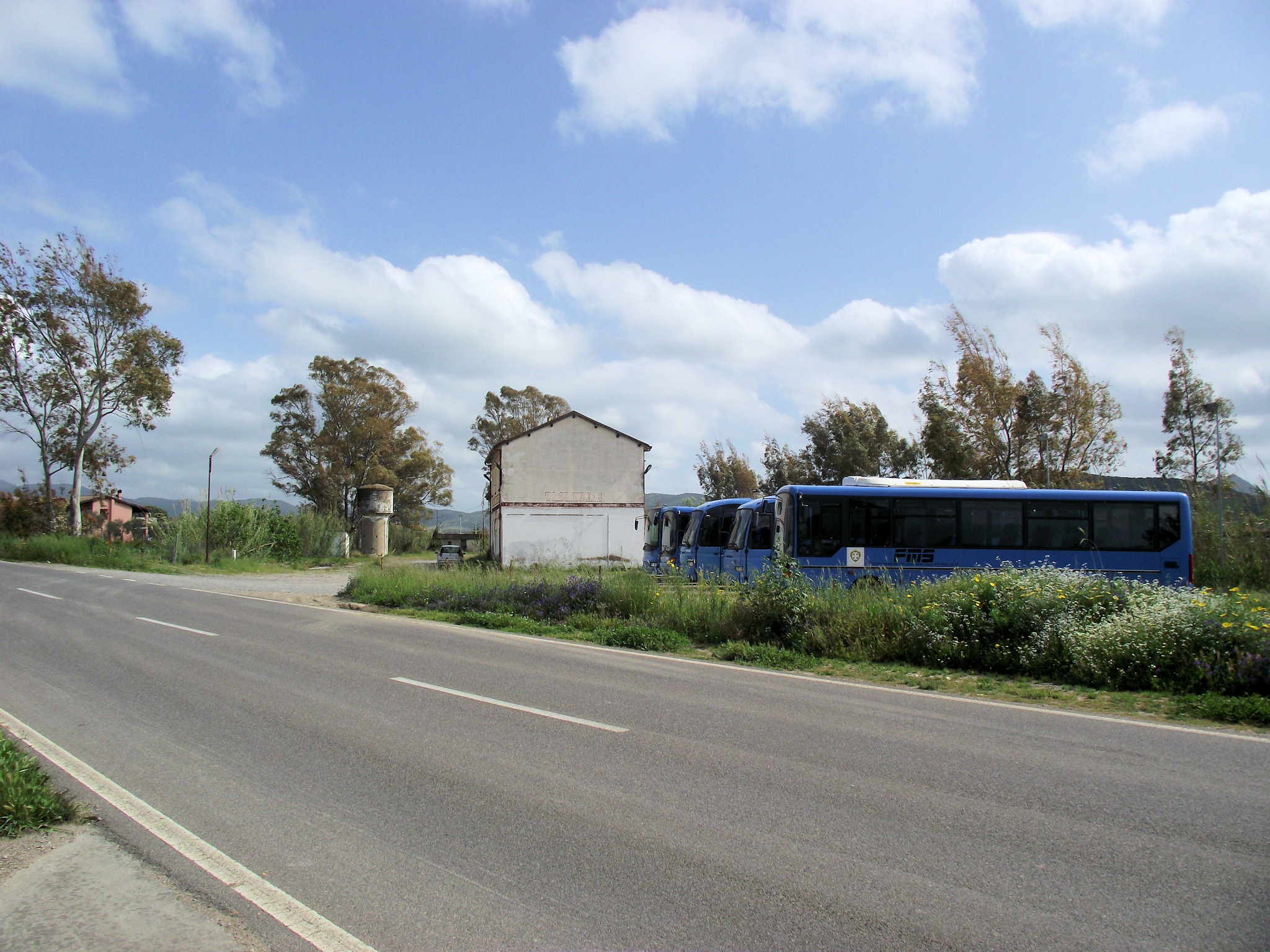
Autobus ARST in sosta nella ex stazione ferroviaria di Santadi

Vari gli approdi turistici o pescherecci nel territorio: porti di queste tipologie sono presenti a Buggerru, Portoscuso, Porto Pino (comune di Sant'Anna Arresi), Sant'Antioco, Calasetta, Carloforte e sull'isola Piana (quest'ultimo privato).

### Mobilità provinciale
L'ARST gestiva tutte le autolinee extraurbane della provincia al momento della sua dismissione, collegando con i propri autobus l'intero territorio. L'azienda, di proprietà della Regione Autonoma della Sardegna, ha in gestione anche i collegamenti interni all'isola di San Pietro, nonché le autolinee urbane di Carbonia e Iglesias.

## Amministrazione

### Istituzione province sarde del 2001

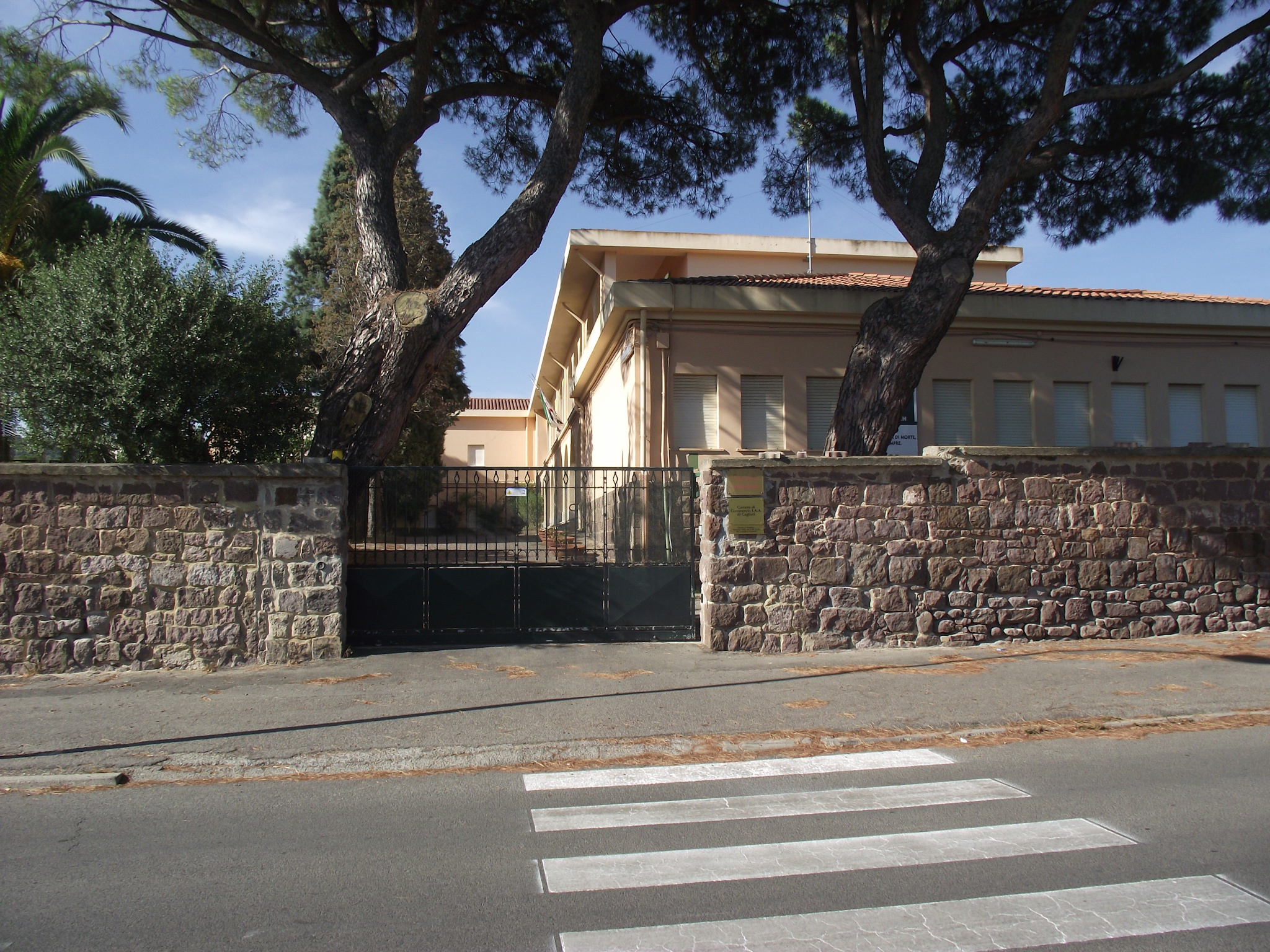
La sede della Giunta Provinciale a Carbonia.

In seguito alla L.R. n. 9/2001 e successive integrazioni fu effettuata una nuova ripartizione del territorio della Regione Autonoma della Sardegna che ha portò il numero delle province da quattro a otto. Le modifiche hanno assunto piena operatività a partire dal maggio 2005, quando si sono svolte le elezioni per rinnovare tutti i Consigli provinciali.
La sede provvisoria degli uffici, in attesa della formalizzazione della scelta dei capoluoghi da parte del Consiglio Provinciale, era stata istituita a Carbonia.
Con Delibera del Consiglio Provinciale n. 21 del 12 ottobre 2005 (Determinazione del Capoluogo. Atto Statutario.) e con maggioranza qualificata (superiore a 2/3) di 20 consiglieri su 25 fu deliberato con norma statutaria di attribuire la qualifica di capoluogo della provincia alle città di Carbonia (sede degli organi della Provincia Presidente e Giunta Provinciale) e Iglesias (Sede dell'organo della Provincia Consiglio Provinciale).
Il Dipartimento Funzione Pubblica della Presidenza del Consiglio dei ministri e il Ministero dell'Economia, con Circolare Prot. 2006/189860 del dicembre 2006, comunicarono di aver definito la sigla di identificazione della Provincia in CI (acronimo di Carbonia-Iglesias), anche ai fini dell'immatricolazione automobilistica, confermando la sigla provvisoria già precedentemente assunta in diversi documenti e tabelle ufficiali emessi dallo Stato (Ministero dell'Interno, Agenzia delle Dogane, CIPE, ecc.).
Questo codice non era stato fatto rientrare nel D.P.R. n. 133/2006 del 15 febbraio 2006 con cui erano state definite le sigle per le nuove province di Monza e Brianza, Fermo e Barletta-Andria-Trani mentre la sigla postale CI è invece stata recepita nell'ambito della revisione generale dei CAP operativa dal 20 settembre 2006, pur mantenendo invariati i codici postali sia dei capoluoghi sia del territorio della nuova provincia.
Negli undici anni in cui fu attiva, la provincia è stata amministrata da due presidenti eletti dalla popolazione locale, e da due commissari di nomina regionale:
| Periodo          | Periodo          | Presidente         | Partito                                              | Carica                     | Note |
| ---------------- | ---------------- | ------------------ | ---------------------------------------------------- | -------------------------- | ---- |
| 9 maggio 2005    | 31 maggio 2010   | Pierfranco Gaviano | Margherita, in seguito Partito Democratico e poi UdC | Presidente della Provincia |      |
| 31 maggio 2010   | 1º luglio 2013   | Salvatore Cherchi  | Partito Democratico                                  | Presidente della Provincia |      |
| 1º luglio 2013   | 31 dicembre 2014 | Roberto Neroni     |                                                      | Commissario regionale      |      |
| 31 dicembre 2014 | 20 aprile 2016   | Giorgio Sanna      |                                                      | Commissario regionale      |      |

## Comuni
La provincia di Carbonia-Iglesias comprendeva 23 comuni, dei quali due, Carbonia e Iglesias, hanno il titolo di Città.
| Stemma | Comune                         | Superficie (km²) | Popolazione (ab) | Densità (ab/km²) | Reddito medio IRPEF2009€ | Classificazione dei Comuni in base al Reddito2009€ |
| ------ | ------------------------------ | ---------------- | ---------------- | ---------------- | ------------------------ | -------------------------------------------------- |
|        | Buggerru                       | 48,33            | 1.110            | 22,96            | 17.035,10                | 14                                                 |
|        | Calasetta                      | 31,06            | 2.901            | 93,39            | 19.333,31                | 5                                                  |
|        | Carbonia                       | 145,63           | 29.764           | 204,38           | 20.562,95                | 4                                                  |
|        | Carloforte                     | 51,10            | 6.420            | 125,63           | 21.828,07                | 1                                                  |
|        | Domusnovas                     | 80,59            | 6.430            | 79,78            | 17.958,48                | 10                                                 |
|        | Fluminimaggiore                | 108,21           | 2.992            | 27,64            | 16.973,93                | 16                                                 |
|        | Giba                           | 34,65            | 2.153            | 62,13            | 17.871,52                | 11                                                 |
|        | Gonnesa                        | 48,06            | 5.161            | 108,77           | 18.241,64                | 7                                                  |
|        | Iglesias                       | 208,23           | 27.493           | 132,41           | 20.615,73                | 3                                                  |
|        | Masainas                       | 23,69            | 1.353            | 61,50            | 15.658,15                | 22                                                 |
|        | Musei                          | 20,27            | 1.563            | 77,11            | 17.419,42                | 12                                                 |
|        | Narcao                         | 85,96            | 3.390            | 39,44            | 17.164,56                | 13                                                 |
|        | Nuxis                          | 61,59            | 1.657            | 26,96            | 16.881,87                | 17                                                 |
|        | Perdaxius                      | 29,55            | 1.476            | 49,95            | 16.047,96                | 21                                                 |
|        | Piscinas                       | 16,89            | 872              | 51,63            | 16.854,62                | 18                                                 |
|        | Portoscuso                     | 39,06            | 5.268            | 134,87           | 20.649,43                | 2                                                  |
|        | San Giovanni Suergiu           | 72,37            | 6.092            | 84,18            | 17.979,32                | 9                                                  |
|        | Santadi                        | 116,49           | 3.604            | 31,18            | 16.605,35                | 19                                                 |
|        | Sant'Anna Arresi               | 36,69            | 2.724            | 74,26            | 16.980,17                | 15                                                 |
|        | Sant'Antioco                   | 87,90            | 11.630           | 132,30           | 19.047,80                | 6                                                  |
|        | Tratalias                      | 31,00            | 1.102            | 35,59            | 16.401,33                | 20                                                 |
|        | Villamassargia                 | 91,47            | 3.684            | 40,28            | 18.241,64                | 8                                                  |
|        | Villaperuccio                  | 36,43            | 1.121            | 30,88            | 15.471,26                | 23                                                 |
|        | Provincia di Carbonia-Iglesias | 1.505,22         | 129.960          | 86,33            | 14.346,00                |                                                    |